# Guy Bigot
Pour les articles homonymes, voir Bigot.
Guy Bigot, né à Vitré (Ille-et-Vilaine) le 20 avril 1918 et mort à Paris 15e le 3 mai 1998, est un peintre français.

## Biographie
Ses premiers travaux datent de 1936 à Saint-Brieuc,.
Il s'est formé presque en autodidacte. Il suit des cours entre 1938 et 1941 à l'Académie de la Grande Chaumière à Montparnasse à Paris dans l'atelier d'Othon Friesz,.
En 1941, il expose pour la première fois à Lorient,. Il expose depuis 1942 au Salon d'automne dont il est sociétaire,,.
Passages à l’Académie de Montmartre.
Il reçoit en 1947 le Prix National et en 1949 le Prix Hallmark.
En 1955, il participe à la biennale internationale de Menton.
Il participe en 1968 à la « Triennale Yougoslave » qui se tient à Belgrade,.
Il est en 1974 au premier Salon International de Téhéran.
Il prend part régulièrement au Salon d'automne, au Salon des indépendants, au Salon Comparaisons et au Salon des réalités nouvelles (pour ce dernier depuis les années 1970).
Nombreuses expositions à Paris : Galeries Denise René, La Roue, Craven, Lucien Durand, Bellint, Convergence, Principe.
Ami des poètes René Guy Cadou, Michel Manoll, Edmond-Henri Humeau, Jean Rousselot et Paul Louis Rossi, Guy Bigot illustre certaines de leurs œuvres, ainsi que des revues telles que Signes du temps, Promesses, Source.

## Itinéraire pictural
« Dans une longue première période, il a peint des paysages bretons, dans lesquels il rendait sensible comme une correspondance de saveurs et d'odeurs, une similitude intrinsèque entre le roc, les murs de pierres, le sol rêche de la lande et le sable des grèves. Dans une seconde période, tout en conservant l'ancienne gamme de gris et de terre, le même thème originel : la Bretagne maritime, il a évolué vers un paysagisme abstrait, ce qui explique son accès aux Réalités Nouvelles. Comme moyen de cette désignification du paysage initial, il utilise souvent une technique proche du collage, parcellisant l'image première et la redistribuant de façon aléatoire, des portions de mer projetées dans le ciel, des lambeaux de ciel dans la lande et les murs de pierre aux quatre coins de ce puzzle disloqué. »
— J. B., Dictionnaire Bénézit.

## Expositions et rétrospectives
- En 1969, à l'initiative de Gildas Fardel, le Musée des beaux-arts de Nantes organise une exposition Bigot, Duvillier, Loubchansky[4].
- En 1975, le Musée des beaux-arts de Nantes consacre à Guy Bigot une importante rétrospective « 40 années de peinture », 450 œuvres seront exposées[4].
- Depuis 1975, la Galerie Convergence de Nantes présente régulièrement l'œuvre de Guy Bigot.
- En 2008, il est l'invité d'honneur du salon organisé par Société lorientaise des beaux-arts (dont son fils Jean est le vice-président[6],[7]) après avoir fait partie de l'hommage rétrospectif de 2007.

### Sources et bibliographie
- Dictionnaire Bénézit, Dictionnaire des peintres, sculpteurs, dessinateurs et graveurs, vol. 2, Éd. Gründ, janvier 1999, 13 440 (ISBN 978-2-70003010-5), p. 309
- Lydia Harambourg, L'École de Paris 1945-1965 : dictionnaire des peintres, Neuchâtel, Éd. Ides et Calendes, mai 2010 (1re éd. 1993), 536 p. (ISBN 978-2-8258-0241-0)
- « Site de la Société lorientaise des beaux-arts » (consulté le 19 février 2012)
- « Site de la Galerie Convergence de Nantes » (consulté le 19 février 2012)
- Paule Bigot, Musée des beaux-arts de Nantes et Guy Bigot, Guy Bigot : Ville de Nantes, Musée des beaux-arts, 4 avril-10 juin 1975, Nantes, 1975, 77 p.